# Friday on My Mind
Friday on My Mind, é uma canção da banda australiana de rock n'roll e blues, The Easybeats. Foi composta no ano de 1966 pelos membros da George Young e Harry Vanda. A música os lançou ao cenário mundial, atingindo a posição de número 6 da Billboard Hot 100 em Maio de 1967 nos Estados Unidos, além do primeiro lugar na Austrália e sexto no Reino Unido, também se destacando em outros países. No ano de 2001, foi escolhido através de uma votação como a melhor música australiana de todos os tempos.

## Créditos
- George Young - guitarra
- Dick Diamonde – baixo
- Gordon Fleet – bateria
- Harry Vanda – guitarra
- Stevie Wright – vocais